# Английский той-терьер
Английский той-терьер (англ. english toy terrier, англ. toy «игрушка») — порода собак, мелкий гладкошёрстный терьер. Выведен в Великобритании, признан Английским клубом собаководства (отнесён к группе той-пород). Международная кинологическая федерация относит породу к группе терьеров (III группа, стандарт № 13). Американский клуб собаководства не признаёт английских той-терьеров отдельной породой и классифицирует их как мелкую разновидность манчестер-терьера. Считается редкой породой.

## Общее описание
Английский той-терьер — миниатюрная и элегантная собачка, ростом от 25 до 30 см и весом 2,7-3,6 кг. У той-терьера длинная и узкая голова, с темными маленькими глазами. Уши в форме с заострёнными кончиками и тонкой кожей внутри, посажены высоко. Челюсти и зубы. Шея длинная и изящная, плавно переходит в плечи. Тело пропорциональное, компактное. Спина слегка изгибается плеча к пояснице и опускается к основанию хвоста. Грудь узкая и глубокая с изогнутыми ребрами. Ноги прямые и тонкие, поясница округлая, лапы кошачьи. Хвост сужается к кончику, посажен низко.
Шерсть густая, плотная и блестящая. Окрас чёрно-подпалый.

## История

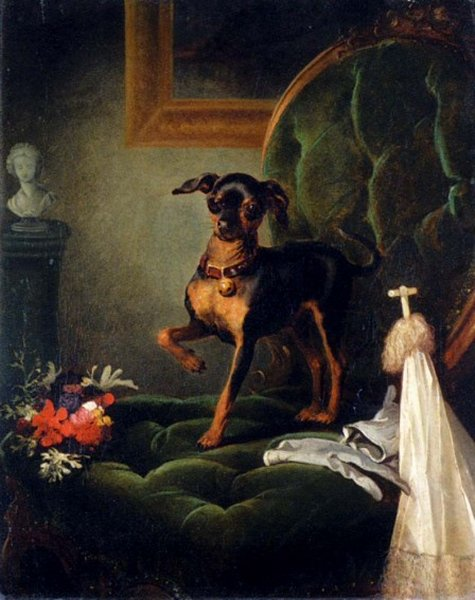
Томас Джонс Баркер
«Тини» в натуральную величину

Английский той-терьер выведен на основе старого английского черно-подпалого терьера, его происхождение тесно переплетается с историей другой, более крупной, породы манчестер-терьер. Предки этой собаки отличались исключительной проворностью и были популярны в викторианской Англии, они использовались как вспомогательные собаки в охоте на лис, а также в популярном тогда кровавом спорте — крысиных боях.  Тини был знаменитым английским той-терьером середины XIX века, который мог убить 200 крыс за час,  что он сделал дважды, 28 марта 1848 года и 27 марта 1849 года, с запасом времени.  В течение некоторого времени Тини удерживал рекорд по убийству 300 крыс менее чем за 55 минут.  Тини весил всего 5,5 фунтов (около 2,5 кг.), а его шея была настолько тонкой, что женский браслет можно было использовать в качестве ошейника для собаки . С 1848 по 1849 год Тини принадлежал Джемми Шоу , владельцу таверны Blue Anchor по адресу 102 Bunhill Row , St. Luke's , London Borough of Islington ; теперь паб называется Artillery Arms. Тини был звездой таверны Blue Anchor, и толпы собирались, чтобы посмотреть на действие в крысиной яме. Маленький чёрно-подпалый терьер стал действительно популярным в качестве городской собаки в конце XIX века, когда началась целенаправленная селекционная работа. На первых всепородных выставках собак черно-подпалые терьеры разделялись по весу. Селекционная работа с двумя весовыми категориями черно-подпалого терьера продолжалась до 1920 года, когда они были официально разделены на две породы: более крупный Манчестер-терьер и миниатюрный Черно-подпалый терьер. Наименование породы «Английский той-терьер» было принято в 1962 году.
Черно-подпалые терьеры обоих размеров были вывезены в Канаду и США и сформировали поголовье, которое до недавнего времени развивалось практически изолированно от европейских популяций черно-подпалых терьеров. В Северной Америке две породы существовали раздельно до 1958 года, когда снижение численности стандартных Манчестер-терьеров вынудило Американский клуб собаководства объединить их в одну породу с двумя разновидностями (Манчестер-терьер стандартный и Той-манчестер-терьер). Все это привело к огромной путанице с названиями пород, и нередко можно видеть утверждения, что Английский той-терьер и Манчестер-терьер — всего лишь два наименования одной и той же породы. Тем не менее, это разные породы, имеющие общее происхождение, и в Международной кинологической федерации утверждены разные стандарты для этих двух пород.

## Сохранение породы
Английский той-терьер включен в список исчезающих английских пород, и Английский Кеннел-клуб прилагает большие усилия, чтобы повысить популярность породы и сформировать жизнеспособный генофонд. В Клубе открыта специальная племенная книга, в которой в качестве английского той-терьера могут быть зарегистрированы североамериканские той-манчестер-терьеры, прошедшие соответствующую оценку и отбор. Некоторые владельцы в английских той-терьеров в Великобритании выступают против этого решения, в то время как другие рассматривают его как хороший способ сохранить породу.